# Иво Братанов
Иво Янков Братанов е български тенисист роден на 7 март 1978 г. в София. Състезател за Купа Дейвис, като активът му е 18 победи и две загуби. Син е на известния лекоатлет Янко Братанов, бивш национален рекордьор на 400 м. с препятствия.
През 2007 г. е капитан на отбора на България за Фед Къп, а през 2008 г. треньор. През 2008 г. е треньор в ТК ЦСКА, а понастоящем в Университетски тенис клуб „Академик“.
Братанов е един от най-успешните играчи за отбора на България за Купа Дейвис, с най-много победи на двойки.
Най-доброто му класиране на сингъл е достигане до полуфинал на фючърс в Ниш, Югославия през 1998 г., а на двойки от серията „Чалънджър“ в София през 2002 г. заедно с Виктор Иванчев. През 2000 и 2001 г. печели държавното първенство по тенис за мъже на открито, а през 2001, 2003 и 2004 г. държавното първенство по тенис за мъже в зала. Печели отново първенството в зала през 2009 г., след двегодишно отсъствие от кортовете.

## Класиране в ранглистата в края на годината
| Година | 2000 | 2001 | 2002 | 2003 | 2004 |
| Сингъл | 989  | 1007 | 858  | 1405 | 834  |
| Двойки | 1068 | 1537 | 884  | 1672 | -    |

## Финали

### Загубени финали на сингъл (2)
| Година | Турнир  | Категория | Съперник       | Резултат   |
| 2002   | София 1 | ITF SAT 1 | Ивайло Трайков | 6-7(2) 4-6 |
| 2004   | София 1 | ITF SAT 3 | Йоханес Агер   | 4-6 5-7    |

| Легенда                    |
| SAT Сателитна тенис верига |

### Загубени финали на двойки (2)
| Година | Турнир  | Категория | Партньор       | Съперници                         | Резултат    |
| 1998   | София   | ITF SAT 3 | Ивайло Трайков | Петер Дезорт Мишел Кратоквил      | 6-1 4-6 3-6 |
| 2000   | София 1 | ITF SAT 2 | Матей Пампулов | Маркус Менцлер Маркус Вислшпергер | 4-6 3-6     |